# Erwin Obermair
| 14057 Manfredstoll   | 15 gennaio 1996 |
| 15949 Rhaeticus      | 17 gennaio 1998 |
| 43955 Fixlmüller     | 6 febbraio 1997 |
| 48681 Zeilinger      | 21 gennaio 1996 |
| 58499 Stüber         | 3 novembre 1996 |
| 85411 Paulflora      | 3 novembre 1996 |
| 100485 Russelldavies | 3 novembre 1996 |

Erwin Obermair (Hargelsberg, 29 agosto 1946 – Linz, 15 gennaio 2017) è stato un astronomo austriaco.
Il Minor Planet Center gli accredita le scoperte di sette asteroidi, effettuate tra il 1996 e il 1998, tutte in cooperazione con Erich Meyer con cui gestiva l'Osservatorio privato Meyer/Obermair, a Davidschlag in Austria, dove sono state effettuate.
Gli è stato dedicato l'asteroide 9236 Obermair.